# Reserva Extrativista do Quilombo do Frechal
A Reserva Extrativista do Quilombo do Frechal é uma unidade de conservação federal do [Litoral Ocidental do Maranhão] categorizada como reserva extrativista e criada por Decreto Presidencial em 20 de maio de 1992 numa área de 9.542 hectares no estado do Maranhão.
Fica localizada no município de Mirinzal, na região do litoral Ocidental do Maranhão, a 450 km de São Luís. 
A criação da reserva está ligada à luta das comunidades remanescentes de quilombos pelo reconhecimento do direito às terras ocupadas tradicionalmente na região desde o século XVIII.
Tem como cobertura Florestal predominante a Floresta Secundária Latifoliada, onde áreas devastadas favorecem o aumento do número de palmeiras de babaçu, além da floresta ciliar ao longo dos cursos d'água. A reserva pertence à bacia hidrográfica do Rio Uru, onde se encontram áreas de campos inundáveis, típicos da Baixada Ocidental Maranhense.
Três pequenas comunidades (Frechal, Rumo e Deserto) vivem na RESEX, praticando a agricultura de subsistência, pecuária e a pesca (espécies como traíra, pacu, aracu, piranha, piau, piaba, etc.); além da extração do coco babaçu pelas quebradeiras de coco babaçu, utilizado para a produção de óleo e leite, suas folhas para confecção de cestos e construção de casas e a sua casca para a produção de carvão vegetal. Outras plantas também têm grande importância para a comunidade: o buriti, a juçara (ou açaí) o tucum, a bacaba.